# Simpelejärvi
Simpelejärvi är en sjö i Finland. Den ligger i kommunerna Rautjärvi och Parikkala i landskapet Södra Karelen, i den sydöstra delen av landet, 280 km nordost om huvudstaden Helsingfors. Simpelejärvi ligger 68,8 meter över havet. Den är 34,4 meter djup. Arean är 88,2 kvadratkilometer och strandlinjen är 280,588 kilometer lång. Den sträcker sig 26,1 kilometer i nord-sydlig riktning, och 17,7 kilometer i öst-västlig riktning.
I övrigt finns följande i Simpelejärvi:
- Peltosaari (en ö)
- Kekälesaari (en ö)
- Myhkäsaari (en ö)
- Iso Kukkosaari (en ö)
- Pieni Kukkosaari (en ö)
- Lehtisaari (en ö)
- Sinappisaari (en ö)
- Pieni Sikosaari (en ö)
- Honkasaari (en ö)
- Lapinsaari (en ö)
- Retkaluodot (en ö)
- Paimenluoto (en ö)
- Koiraluoto (en ö)
- Latakkaluoto (en ö)
- Tinkko (en ö)
- Seppo (en ö)
- Sorsasaari (en ö)
- Äijönluoto (en ö)
- Ruissaari (en ö)
- Suuri Sikosaari (en ö)
- Harmaitsaari (en ö)
- Loikonsaari (en ö)
- Jänissaari (en ö)
- Oraitsaari (en ö)
- Ehro (en ö)
- Muuttosaari (en ö)
- Röngönsaari (en ö)
- Viitasaari (en ö)
- Teikari (en ö)
- Mertasaari (en ö)
- Halonaitta (en ö)
- Kusi-Turkki (en ö)
- Pajupehkonluoto (en ö)
- Pikku Tapposaari (en ö)
- Kalliosaaret (en ö)
- Harakkasaari (en ö)
- Pitkäsaari (en ö)
- Kiiperänluoto (en ö)
- Kalliosaari (en ö)
- Kuikkaluoto (en ö)
- Pieni Siikasaari (en ö)
- Surmasaari (en ö)
- Iso Siikasaari (en ö)
- Iso Kontiosaari (en ö)
- Honkasaari (en ö)
- Läähättäjä (en ö)
- Eteissaari (en ö)
- Kököttäjä (en ö)
- Ripekesaaret (en ö)
- Kalasaari (en ö)
- Tarvassaari (en ö)
- Taikinapytty (en ö)
- Kaunissaari (en ö)
- Selkäkivi (en ö)
- Kotasaari (en ö)
- Kallioluoto (en ö)
- Maanpääluoto (en ö)
- Ruskiasärkkä (en ö)
- Harakkaluodot (en ö)
- Riutanluoto (en ö)
- Torokka (en ö)
- Pieni-Sokkii (en ö)
- Haapasaari (en ö)
- Pitkäluoto (en ö)
- Kivinokka (en ö)
- Sokkiisaari (en ö)
- Somostinsaari (en ö)
- Heinäsaari (en ö)
- Töpsysaari (en ö)
- Pienisaari (en ö)
- Suurisaari (en ö)

Följande samhällen ligger vid Simpelejärvi:
- Parikkala (4 274 invånare)

I övrigt finns följande vid Simpelejärvi:
- Kivijärvi (en sjö)